# Anna Łapuszczenkowa
Anna Aleksandrowna Łapuszczenkowa, ros. Анна Александровна Лапущенкова (ur. 24 października 1986 w Moskwie) – rosyjska tenisistka. Jest profesjonalistką od 2003 roku.
Jej największy sukces w karierze miał miejsce w Stuttgarcie podczas Porsche Tennis Grand Prix w 2010 roku. Po awansie z kwalifikacji dobrnęła do półfinału w turnieju głównym. Pokonała reprezentantkę Białorusi Wolhę Hawarcową w I rundzie, następnie Wiktoryję Azarankę i Czeszkę Lucie Šafářovą. Zajmując 138. miejsce w rankingu światowym wygrała więc z ówczesną zawodniczką numer 9 (Azaranka) i 38 (Šafářová). W meczu półfinałowym Łapuszczenkowa przegrała z Samanthą Stosur (7:5, 6:3), pomimo iż na początku obydwu setów to Rosjanka górowała na korcie – w secie pierwszym wynik wynosił już 5:2 dla Łapuszczenkowej, a w drugim 3:1).

## Wygrane turnieje ITF
| turnieje z pulą nagród 100 000 $ |
| turnieje z pulą nagród 75 000 $  |
| turnieje z pulą nagród 50 000 $  |
| turnieje z pulą nagród 25 000 $  |
| turnieje z pulą nagród 15 000 $  |
| turnieje z pulą nagród 10 000 $  |

### Gra pojedyncza
|     | Data       | Turniej         | Kat. | ($)    | Naw.     | Finalistka            | Wynik         |
| 1.  | 09/07/2006 | Żukowskij       | ITF  | 10 000 | ziemna   | Julia Sołonickaja     | 1:6, 7:5, 7:5 |
| 2.  | 24/09/2006 | Tbilisi         | ITF  | 10 000 | twarda   | Amina Rakhim          | 7:6, 6:2      |
| 3.  | 12/08/2007 | Moskwa          | ITF  | 10 000 | ziemna   | Ksienija Pałkina      | 6:4, 6:3      |
| 4.  | 19/08/2007 | Penza           | ITF  | 50 000 | ziemna   | Chrystyna Antonijczuk | 6:4, 6:2      |
| 5.  | 02/09/2007 | Moskwa          | ITF  | 50 000 | ziemna   | Hałyna Kosyk          | 6:3, 6:1      |
| 6.  | 10/08/2008 | Moskwa          | ITF  | 75 000 | ziemna   | Anikó Kapros          | 5:1 krecz     |
| 7.  | 15/11/2009 | Mińsk           | ITF  | 50 000 | twarda   | Ludmyła Kiczenok      | 5:7, 7:6, 6:2 |
| 8.  | 07/03/2010 | Mińsk           | ITF  | 25 000 | twarda   | Łesia Curenko         | 6:1, 3:6, 7:6 |
| 9.  | 28/03/2010 | Moskwa          | ITF  | 25 000 | twarda   | Jelena Kulikowa       | 6:4, 6:2      |
| 10. | 04/04/2010 | Chanty-Mansyjsk | ITF  | 50 000 | dywanowa | Ludmyła Kiczenok      | 6:2, 6:2      |
| 11. | 15/08/2010 | Kazań           | ITF  | 50 000 | twarda   | Witalija Djaczenko    | 6:1, 2:6, 7:6 |